# Assassinat par la Milice française de sept Juifs au cimetière de Rillieux

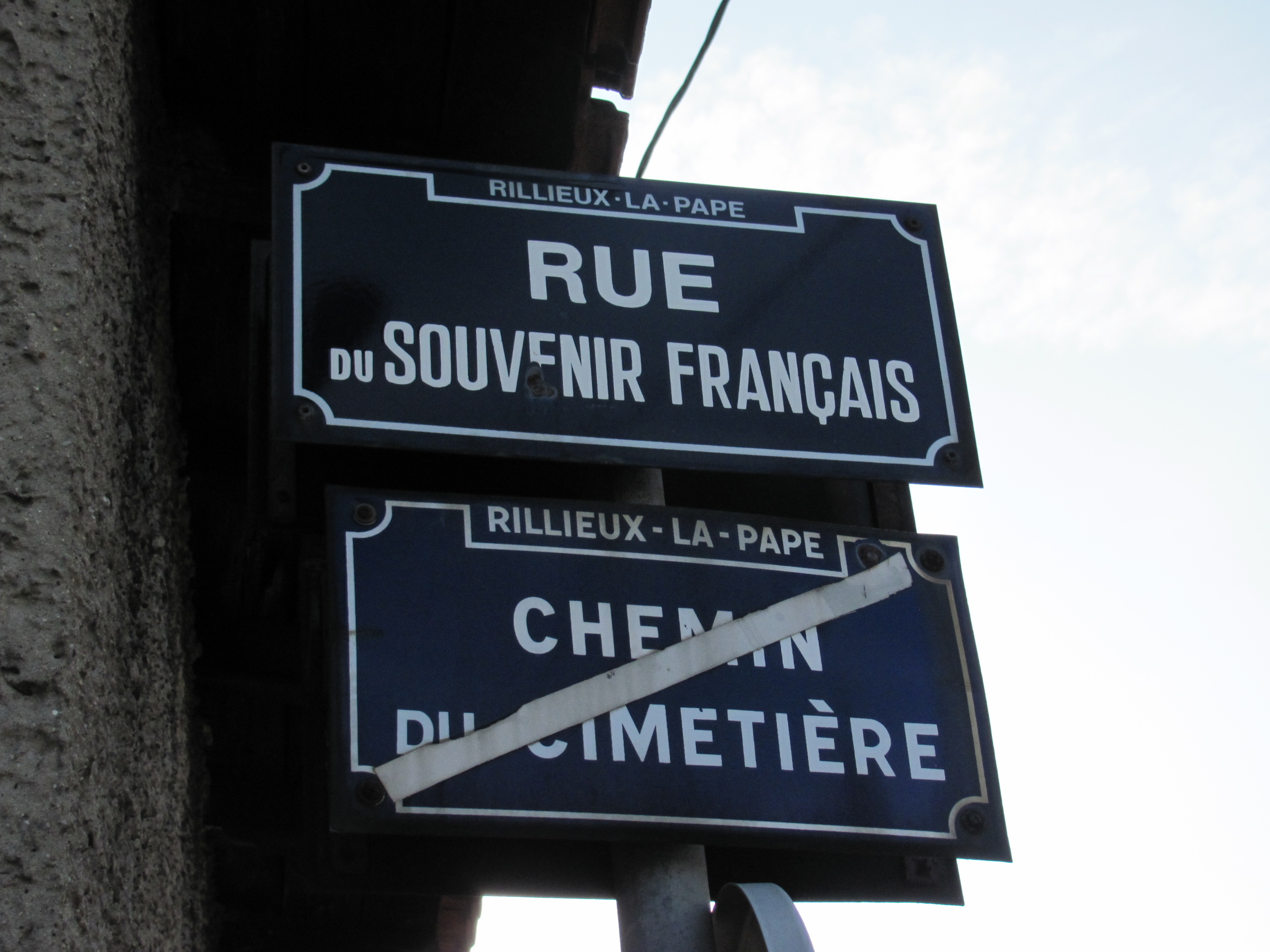
L'ancien chemin du Cimetière rebaptisé rue du Souvenir-Français

L'assassinat de sept Juifs au cimetière de Rillieux est l’exécution de sept otages juifs, le 29 juin 1944, par la Milice française sous la responsabilité de Paul Touvier, au cimetière de Rillieux, alors commune de l'Ain en représailles à l'assassinat du secrétaire d'État à l'Information de Vichy Philippe Henriot, exécuté par des résistants (s'étant fait passer pour des miliciens), à Paris, le 28 juin 1944.
Ce crime est celui qui a valu à Paul Touvier une condamnation pour complicité de crimes contre l’humanité.

## Les faits
| \| Exécution de Rillieux. · {{{4}}} \| Emplacement du cimetière, · sur la carte du territoire de Rillieux-la-Pape. |
| Exécution de Rillieux. · {{{4}}}                                                                                   |

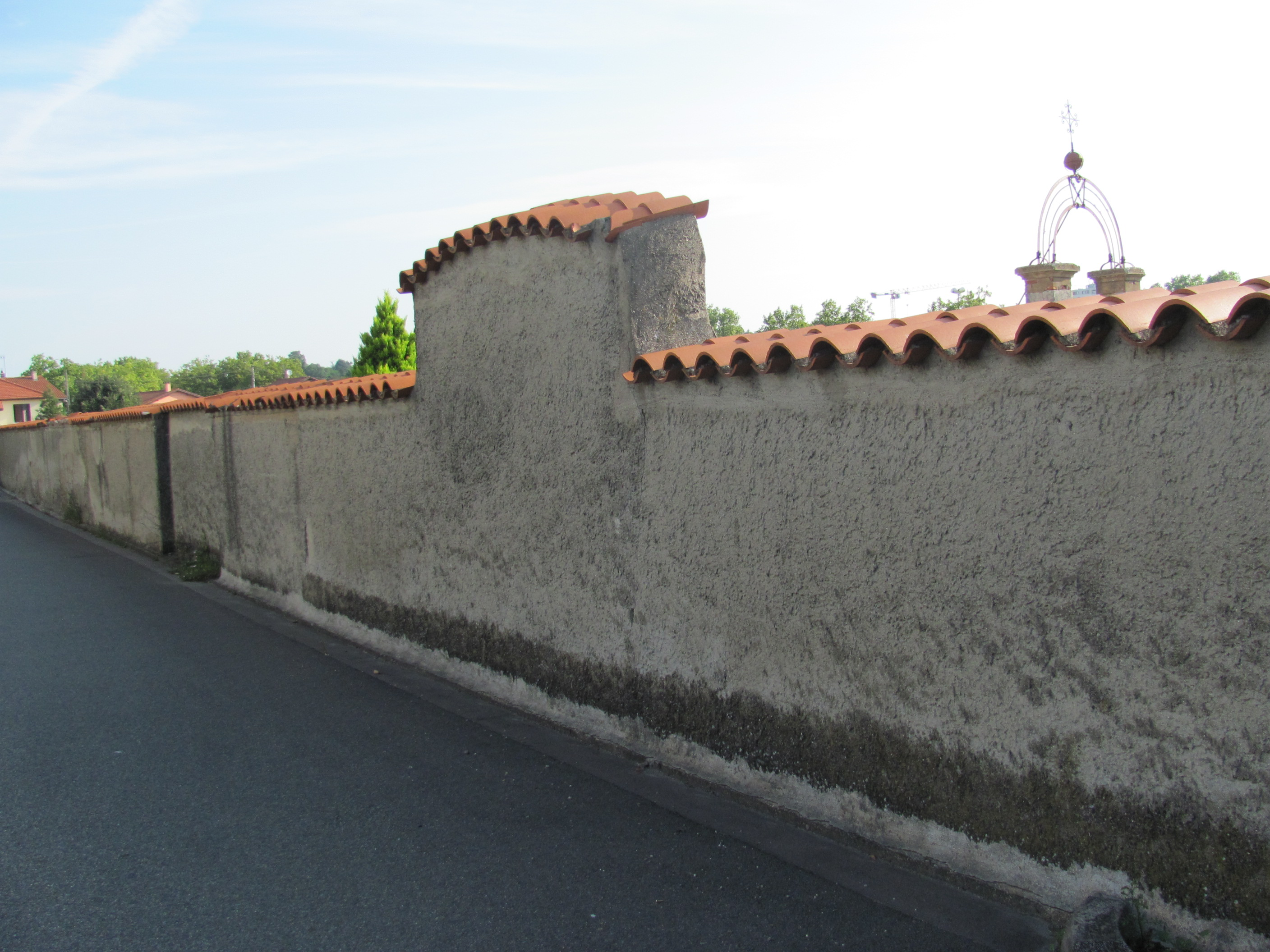
Mur d'enceinte contre lequel les sept victimes furent alignées avant d'être fusillées.

Au cours de la journée du 28 juin 1944, les miliciens lyonnais arrêtent plusieurs Juifs, dont cinq qui seront incarcérés dans une même cellule de l'impasse Catelin, dans les locaux de la milice, à Lyon : Léo Glaeser (56 ans, avocat), Émile Zeizig (57 ans, commerçant de Sainte-Foy-lès-Lyon arrêté par le milicien Jean Reynaudon), Claude Ben Zimra (24 ans, décorateur), Maurice Schlisselmann (64 ans, maroquinier) et Louis Krzyzkowski, 46 ans.
Dans cette cellule, se trouvent déjà un certain nombre de détenus, parmi eux : Siegfried Prock (42 ans, réfugié d'Autriche), Maurice Abelard (24 ans, résistant), Louis Goudard (24 ans, résistant arrêté le 21 juin 1944) et « L'inconnu paraissant 25 ans », dont Goudard rapportera plus tard qu'il chanta "quelques heures avant sa mort, l'air du prisonnier de la Tosca".
Le 29 juin 1944 au matin, Henri Gonnet un milicien aux ordres de Paul Touvier, fait sortir de la cellule Léo Glaeser, Émile Zeizig, Claude Ben Zimra, Maurice Schlisselman, Louis Krzyzkowski, Siegfried Prock et « l'inconnu paraissant 25 ans », mais également Louis Goudard.
Les huit hommes sont alignés dans le couloir ; après une rapide discussion entre Touvier et Gonnet, Louis Goudard, seul non-Juif parmi les huit hommes, est remis dans la cellule. 
Les sept hommes restants sont emmenés dans une camionnette au cimetière de Rillieux où ils sont alignés contre un des murs d'enceinte (Chemin du cimetière) puis fusillés à la mitraillette, vers 5 h 30 du matin. Jean Reynaudon se charge ensuite de tirer une balle dans la nuque de chacun d'eux.
Le rapport no 814 de la gendarmerie de Sathonay du 4 novembre 1944 indique qu'« aucune pièce d'identité n'est trouvée sur les cadavres, mais la poche de certains contenait un morceau de papier sur lequel un nom était inscrit. C'est ainsi que l'identification a été faite ».

## Caractéristiques

### Représailles et crime raciste
Louis Goudard, chef de réseau FTP, spécialisé dans le renseignement, a la certitude qu'aucun des sept fusillés n'était résistant. De plus, les sept fusillés, y compris l'« inconnu » — il s'en était ouvert auprès de Louis Goudard — étaient Juifs.
À ce propos Louis Goudard dira :
« Aucun de ces sept hommes n'était résistant, je peux l'affirmer car j'étais responsable du service de renseignement FTP à l'échelon régional. C'était un acte de racisme. ».
Cette dernière appréciation peut sans doute être modulée quant à Léo Glaeser qui fut l'un des fondateurs du Comité Amelot.
Quoi qu'il en soit, bien que résistant revendiqué, Louis Goudard a été épargné parce qu'il était le seul non-juif parmi les 8 prisonniers.
L'exécution des sept Juifs au cimetière de Rillieux peut donc être vue non seulement comme un acte de représailles à l'assassinat de Philippe Henriot mais également comme un crime antisémite participant à la Shoah.
En 1994, au cours du procès Paul Touvier, cette qualification en crime raciste participant à la Shoah est la seule affaire reprochée à Touvier pouvant relever du crime contre l'humanité.

### La question de la complicité avec l’Occupant
En prévision du procès de Klaus Barbie, la Cour de cassation craignant que Klaus Barbie et ses avocats n'utilisent la définition en cours du crime contre l'humanité, en évoquant certains crimes commis par la France durant la guerre d'Algérie, a précisé sa définition en lui ajoutant un critère :

« Le crime doit être commis au nom d'un État pratiquant une politique d'hégémonie idéologique. »

Cette précision a sans doute placé les parties civiles du procès Touvier devant un dilemme :
- d'une part, leur volonté était de montrer que l'exécution des sept Juifs au cimetière de Rillieux avait été décidée par la milice française en toute autonomie ;
- d'autre part la qualification en crime contre l'humanité de l'exécution des sept Juifs au cimetière de Rillieux impliquait de reconnaître qu'elle constituait une réponse à une demande explicite de l'occupant allemand.

A contrario, la défense a, elle aussi, dû composer avec cette évolution de la définition de crime contre l'humanité ; néanmoins, la posture de la défense de Paul Touvier a été de défendre la thèse d'une demande allemande de représailles sur des otages Juifs. À titre d'exemple, Jacques Trémolet de Villers, l'avocat de Paul Touvier prétend que « Knab décide de faire fusiller cent israélites » en représailles à l'assassinat d'Henriot.
En l'occurrence, il n'y a aucune preuve faisant état d'une demande allemande explicite ; a minima des témoignages contradictoires.

## Hommages

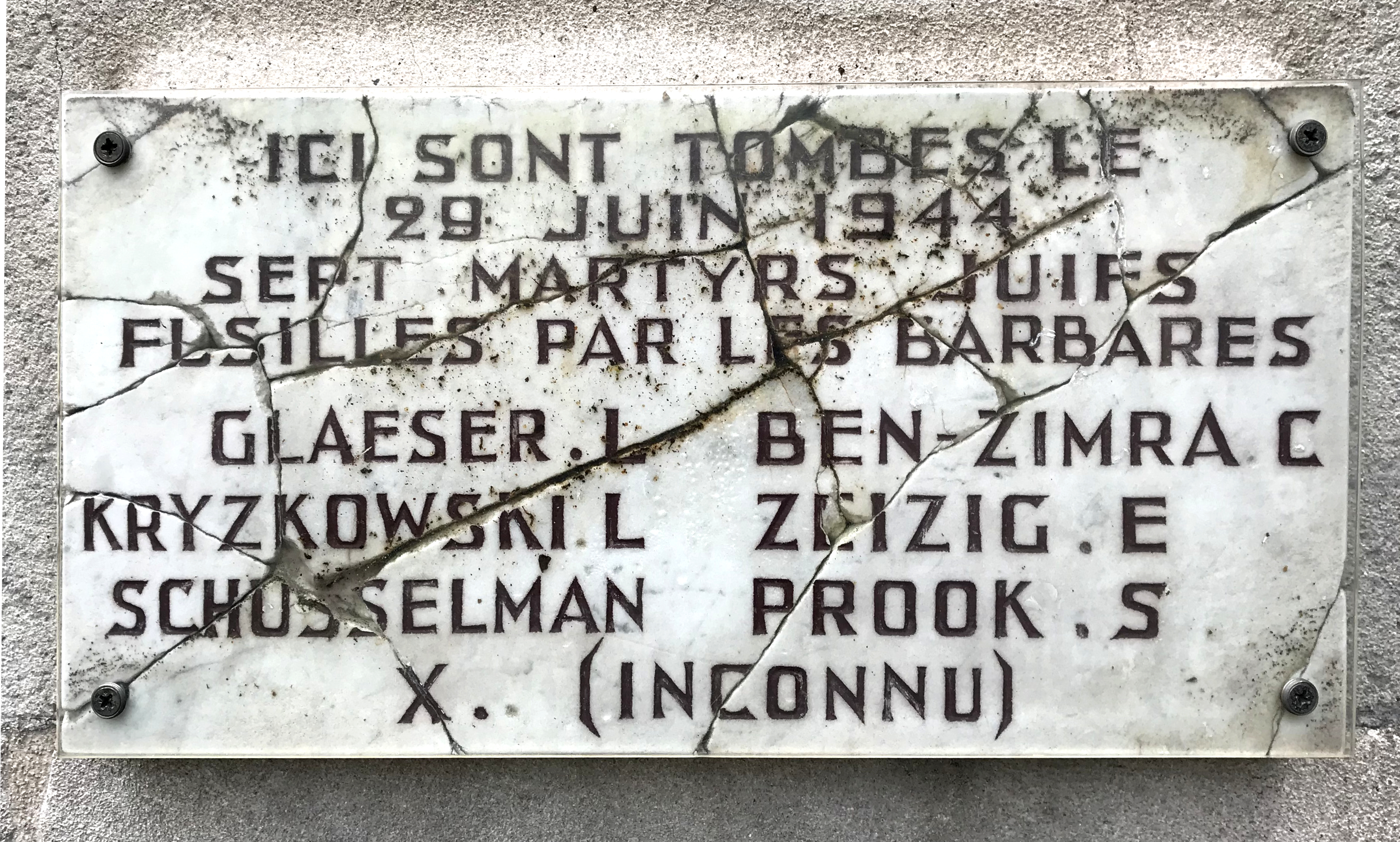
La plaque vandalisée en 1994, à présent au CHRD.

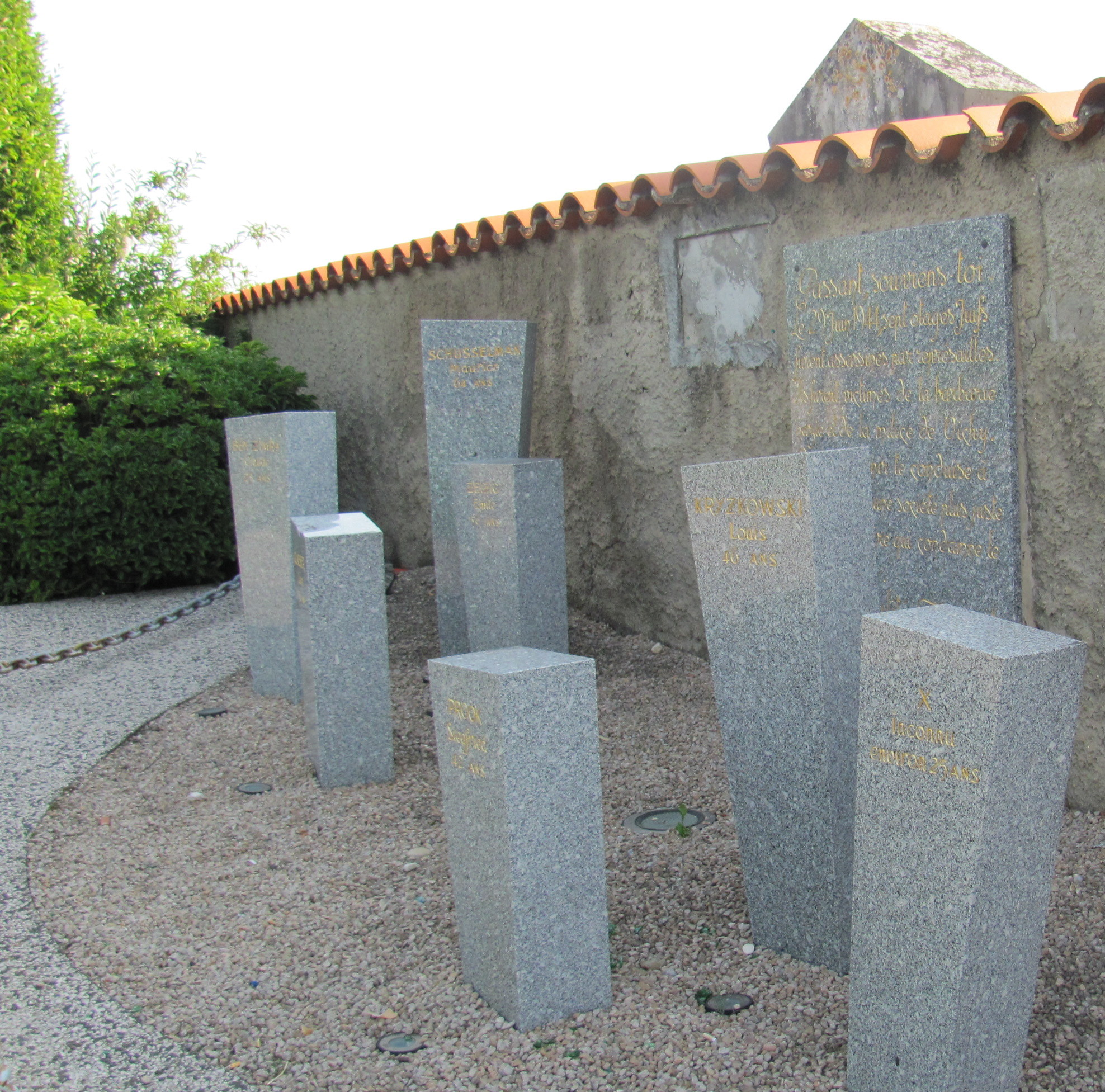
Vue du monument commémoratif et ses sept stèles, chacune représentant une des victimes du 29 juin 1944.

Une plaque fixée sur le mur du cimetière de Rillieux-la-Pape — celui dit de Rillieux-Village, chemin de Feuillantines ou encore chemin du Cimetière rebaptisé rue du Souvenir-Français — commémore les sept Juifs assassinés le 29 juin 1944.
Dans la nuit du 17 au 18 mai 1994, elle est vandalisée. Depuis une autre plaque a été installée ; à proximité immédiate, un monument commémoratif (érigé sur le lieu précis de l'assassinat) est composée de sept stèles : chacune représentant une des victimes du 29 juin 1944. La plaque brisée en mai 1994 est finalement apposée sur la façade du centre d'histoire de la résistance et de la déportation.
Les corps de Louis Krzyzkowski et de « l'inconnu paraissant 25 ans » ont été transférés au mémorial des maquis de l'Ain et de la Résistance, accentuant ainsi l'ambiguïté existant parfois, entre la figure du Résistant et celle de victime de la Shoah. En l'occurrence, ni Louis Krzyzkowski ni l'inconnu paraissant 25 ans ne semblent avoir eu d'activité résistante.
Claude Ben Zimra et Siegfried Prock ont été enterrés dans le cimetière jouxtant le lieu de l'assassinat.
Il y a une rue Émile-Zeizig, à Sainte-Foy-lès-Lyon.